# Wybranówka (Pistyń)
Wybranówka (ukr. Вибранівка) – dawna wieś, obecnie prawobrzeżna część Pistynia na Ukrainie, w obwodzie iwanofrankiwskim. Rozpościera się na wschód od centrum Pistynia.
Pod zaborem austriackim Wybranówka stanowiła gminę jednostkową w powiecie kosowskim, liczącą w 1854 roku 76 mieszkańców. Następnie gminę zniesiono, włączając ją do Pistynia.